# Antonietta De Lillo
Antonietta De Lillo (Napoli, 6 marzo 1960) è una regista, sceneggiatrice e fotoreporter italiana.

## Biografia
Antonietta De Lillo consegue la laurea in Spettacolo al DAMS dell'Università di Bologna. Lavora come giornalista pubblicista e fotografa per importanti quotidiani e settimanali. Si trasferisce a Roma dove presta la sua attività, in qualità di assistente operatore, a varie produzioni televisive e cinematografiche.
Nel 1985 dirige il suo primo lungometraggio Una casa in bilico, vincitore del Nastro d'argento quale migliore opera prima; nel 1990 è al suo secondo film, Matilda, entrambi realizzati con Giorgio Magliulo.
Tra il 1992 e il 1999 firma numerosi documentari e video-ritratti, tra i quali selezionati e premiati in diversi festival internazionali: Angelo Novi fotografo di scena, La notte americana del Dr. Lucio Fulci, Ogni sedia ha il suo rumore, Promessi sposi.
Nel 1995 dirige I racconti di Vittoria, Premio Fedic alla 52ª Mostra internazionale d'arte cinematografica di Venezia, nel 1997 Maruzzella, episodio del film I vesuviani e nel 2001 Non è giusto, presentato al 54º Festival del Cinema di Locarno. 
Nel 2004 dirige il lungometraggio Il resto di niente, presentato fuori concorso alla Mostra Internazionale d'Arte Cinematografica di Venezia, film che ha ricevuto numerosi riconoscimenti e premi, tra cui un David di Donatello per il miglior costumista e le candidature per migliore attrice e migliore scenografia, e cinque candidature ai Nastri d'argento. De Lillo riceve, insieme a Giuseppe Rocca e Laura Sabatino, il Premio Flaiano per la sceneggiatura.
Nel 2008 scrive e dirige il cortometraggio Art. 20 che fa parte del film collettivo All Human Rights for All (30 cortometraggi per i 30 articoli della Carta dei Diritti dell'Uomo).
Nel 2011 realizza con Marechiaro Film il primo film partecipato prodotto in Italia, Il pranzo di Natale, in qualità di ideatore e curatore del progetto, riunendo immagini amatoriali e video realizzati da professionisti. Il lavoro viene presentato fuori concorso al Festival Internazionale del Film di Roma. 
Nel 2013 realizza il documentario La pazza della porta accanto - Conversazione con Alda Merini che viene presentato al Torino Film Festival nella sezione E intanto in Italia. Il lavoro è realizzato a partire da un'intervista che la regista ha con la Merini nel 1995. 
Nel 2014 realizza il documentario Let's go che racconta la storia di Luca Musella, fotografo, operatore, scrittore, oggi esodato professionalmente ed emotivamente. Il documentario che viene presentato al Torino Film Festival nella sezione Diritti&Rovesci. 
A novembre 2015 presenta al Torino Film Festival il suo secondo film partecipato, Oggi insieme, domani anche, in concomitanza con i quarant'anni dal referendum abrogativo sul divorzio. Il film è uscito nelle sale a maggio 2016 ed è stato premiato con un Nastro d'argento speciale alla regista.
A settembre 2021, nell'ambito della 78ª Mostra internazionale d'arte cinematografica di Venezia, realizza un'esposizione fotografica celebrativa delle edizioni dirette da Carlo Lizzani nel 1981 e 1982, dal titolo "Ritratti di cinema - Antonietta De Lillo fotografa la mostra".
Nel 2024 presenta il suo autoritratto cinematografico L'Occhio della Gallina alla 81ª Mostra d’arte cinematografica di Venezia, nella sezione Notti Veneziane della 24ª edizione delle Giornate degli autori. Nel 2025 viene candidato al David di Donatello Cecilia Mangini per il miglior documentario alla 70ª edizione dei Premi David di Donatello.

## Filmografia

### Cinema

#### Cortometraggi
- Angelo Novi fotografo di scena - documentario (1992)
- Promessi sposi - documentario (1993)
- La notte americana del Dr. Lucio Fulci - documentario (1994)
- Ogni sedia ha il suo rumore - documentario (1995)
- Hispaniola - documentario (1997)
- 'O cinema (1999)
- Il faro - documentario (2000)

#### Mediometraggi
- Viento 'e terra - documentario (1996)
- Operai - documentario (1997)
- Saharawi, voci distanti dal mare, co-regia con Jacopo Quadri e Patrizio Esposito - documentario (1997)
- 'O solemio - documentario (1999)
- Pianeta Tonino - documentario (2002)
- Il pranzo di Natale - documentario (2011)
- La pazza della porta accanto - Conversazione con Alda Merini - documentario (2013)
- Let's Go - documentario (2014)
- Il signor Rotpeter (2017)

#### Lungometraggi
- Una casa in bilico, co-regia con Giorgio Magliulo (1985)
- Matilda, co-regia con Giorgio Magliulo (1990)
- I racconti di Vittoria (1995)
- Maruzzella, episodio del film I vesuviani (1997)
- Non è giusto (2001)
- Il resto di niente (2004)
- Articolo 20, episodio del film All Human Rights for All (2008)
- Oggi insieme, domani anche - documentario (2015)
- L'occhio della gallina (2024) - documentario

### Televisione
- La storia siamo noi - serie TV, episodi La terra di lavoro del Casertano, Il parco nazionale del Cilento, L'Irpinia a venti anni dal terremoto, Le Vele, L'Italsider, I Quartieri Spagnoli, Il pendolarismo, Il litorale romano, L'area industriale di Cassino (2000-2001)